# Frederick Mackenzie
Pour l’article homonyme, voir Mackenzie.
Frederick Mackenzie (10 avril 1841-2 juillet 1889) est un avocat et homme politique fédéral du Québec.

## Biographie
Né à Montréal, il étudie à l'Université McGill et devint membre du Barreau du Bas-Canada en 1862. Il est capitaine de milice durant les raids féniens. Il fut également secrétaire de l'Église d'Angleterre à Montréal.
Élu député du Parti libéral du Canada dans la circonscription fédérale de Montréal-Ouest en 1874, l'élection fut déclarée nulle en 1874. Réélu lors de l'élection partielle de 1874, cette élection fut elle aussi annulée. Il ne se représenta pas en 1875.